# Consiglio regionale della Lombardia
Il Consiglio regionale della Lombardia è l'organo legislativo rappresentativo della Regione Lombardia; ha sede a Milano, in via Fabio Filzi 22, nel Grattacielo Pirelli.
L'ultima elezione dei consiglieri, avvenuta contestualmente con il Presidente della Giunta regionale è avvenuta il 12 e 13 febbraio 2023. L'attuale presidente è Federico Romani, eletto con Fratelli d'Italia ed eletto nel corso della prima seduta del Consiglio, il 15 marzo 2023.
Istituito nel 1970, si compone attualmente di 80 seggi, tra i quali è compreso quello del Presidente della Regione.
La legislatura è di cinque anni.

## Funzioni
Il consiglio approva le leggi e i regolamenti di competenza della regione. Ha il compito di approvare lo statuto regionale, approvare il bilancio regionale, proporre leggi al parlamento nazionale.

## Organi istituzionali del consiglio regionale

### Presidenti
| Legislatura | Presidente                 | Partito                       | Partito                                                       | Periodo                            |
| ----------- | -------------------------- | ----------------------------- | ------------------------------------------------------------- | ---------------------------------- |
| I           | Gino Colombo               |                               | Democrazia Cristiana                                          | 6 luglio 1970 – 24 luglio 1975     |
| II          | Sergio Marvelli            |                               | Partito Socialista Italiano                                   | 24 lugli 1975 – 20 aprile 1978     |
| II          | Carlo Smuraglia            |                               | Partito Comunista Italiano                                    | 20 aprile 1978 – 24 luglio 1980    |
| III         | Sergio Marvelli            |                               | Partito Socialista Italiano                                   | 24 luglio 1980 – 6 ottobre 1983    |
| III         | Renzo Peruzzotti           |                               | Partito Socialista Italiano                                   | 6 ottobre 1983 – 18 giugno 1985    |
| IV          | Ugo Finetti                |                               | Partito Socialista Italiano                                   | 18 giugno 1985 – 5 agosto 1985     |
| IV          | Fabio Semenza              |                               | Partito Repubblicano Italiano                                 | 5 agosto 1985 – 27 giugno 1990     |
| V           | Giampiero Borghini         |                               | Partito Comunista Italiano Partito Democratico della Sinistra | 27 giugno 1990 – 12 febbraio 1992  |
| V           | Claudio Bonfanti           |                               | Partito Socialista Italiano                                   | 12 febbraio 1992 – 9 dicembre 1992 |
| V           | Francesco Zaccaria         |                               | Partito Socialista Italiano                                   | 9 dicembre 1992 – 19 giugno 1995   |
| VI          | Giancarlo Morandi          |                               | Forza Italia                                                  | 19 giugno 1995 – 12 giugno 2000    |
| VII         | Attilio Fontana            |                               | Lega Nord                                                     | 12 giugno 2000 – 6 giugno 2005     |
| VIII        | Attilio Fontana            | 6 giugno 2005 – 6 luglio 2006 | Lega Nord                                                     |                                    |
| VIII        | Ettore Adalberto Albertoni |                               | Lega Nord                                                     | 6 luglio 2006 – 15 luglio 2008     |
| VIII        | Giulio Achille De Capitani |                               | Lega Nord                                                     | 15 luglio 2008 – 11 maggio 2010    |
| IX          | Davide Boni                |                               | Lega Nord                                                     | 11 maggio 2010 – 8 maggio 2012     |
| IX          | Fabrizio Cecchetti         |                               | Lega Nord                                                     | 8 maggio 2012 – 27 marzo 2013      |
| X           | Raffaele Cattaneo          |                               | Nuovo Centrodestra Noi con l'Italia - UDC                     | 27 marzo 2013 – 5 aprile 2018      |
| XI          | Alessandro Fermi           |                               | Forza Italia                                                  | 5 aprile 2018 – 14 marzo 2023      |
| XI          | Alessandro Fermi           | Lega Nord                     |                                                               | 5 aprile 2018 – 14 marzo 2023      |
| XII         | Federico Romani            |                               | Fratelli d'Italia                                             | 15 marzo 2023 – in carica          |

### Ufficio di presidenza

#### Presidente
- Federico Romani (FdI)

#### Vicepresidenti
- Giacomo Cosentino (LF)
- Emilio Del Bono (PD)

#### Segretari
- Alessandra Cappellari (Lega)
- Jacopo Scandella (PD)

### Gruppi consiliari
| Gruppi consiliari                   | Gruppi consiliari                          | Seggi |
| ----------------------------------- | ------------------------------------------ | ----- |
|                                     | Fratelli d'Italia                          | 22    |
|                                     | Lega - Salvini per Fontana - Lega Lombarda | 15    |
|                                     | Forza Italia                               | 9     |
|                                     | Lombardia Ideale - Fontana Presidente      | 4     |
|                                     | Lombardia Migliore                         | 2     |
|                                     | Noi moderati - Rinascimento Sgarbi         | 1     |
| Totale coalizione di centrodestra   | Totale coalizione di centrodestra          | 53    |
|                                     | Partito Democratico della Lombardia        | 18    |
|                                     | Movimento 5 Stelle                         | 3     |
|                                     | Patto civico - Majorino Presidente         | 2     |
|                                     | Alleanza Verdi e Sinistra                  | 1     |
| Totale coalizione di centrosinistra | Totale coalizione di centrosinistra        | 24    |
|                                     | Gruppo misto                               | 2     |
|                                     | Italia Viva                                | 1     |
| Totale coalizione Terzo Polo        | Totale coalizione Terzo Polo               | 3     |
| Totale                              |                                            | 80    |

### Commissioni Consiliari

#### Commissioni Permanenti
|      | Commissione                                                 | Presidente               | Vicepresidente                        | Segretario                      |
| ---- | ----------------------------------------------------------- | ------------------------ | ------------------------------------- | ------------------------------- |
| I    | Programmazione, Bilancio, Società controllate e Partecipate | Davide Caparini (Lega)   | Chiara Valcepina (FdI)                | Piero Bussolati (PD)            |
| II   | Affari istituzionali                                        | Matteo Forte (FdI)       | Angelo Clemente Orsenigo (PD)         | Marisa Cesana (LI)              |
| III  | Sanità                                                      | Patrizia Baffi (FdI)     | Roberto Anelli (Lega)                 | Carmela Rozza (PD)              |
| IV   | Attività Produttive, istruzione, formazione e occupazione   | Marcello Ventura (FdI)   | Silvia Scurati (Lega)                 | Onorio Rosati (AVS)             |
| V    | Territorio, infrastrutture e mobilità                       | Jonathan Lobati (FI)     | Giuseppe De Bernardi Martignoni (FdI) | Pietro Luigi Ponti (PD)         |
| VI   | Ambiente, Energia e clima, Protezione Civile                | Alessandro Cantoni (LI)  | Riccardo Pase (Lega)                  | Michela Palestra (Patto Civico) |
| VII  | Cultura, Ricerca e innovazione, Sport, Comunicazione        | Anna Dotti (FdI)         | Sergio Gaddi (FI)                     | Paola Pizzighini (M5S)          |
| VIII | Agricoltura, montagna e foreste                             | Floriano Massardi (Lega) | Carlo Bravo (FdI)                     | Matteo Piloni (PD)              |
| IX   | Sostenibilità sociale, casa e famiglia                      | Emanuele Monti (Lega)    | Diego Invernici (FdI)                 | Paola Pollini (M5S)             |

| Commissione                                                                                                  | Presidente                 | Vicepresidente               | Segretario                |
| --- | -------------------------- | ---------------------------- | ------------------------- |
| Situazione carceraria in Lombardia                                                                           | Alessia Villa (FdI)        | Luca Paladini (Patto Civico) | Andrea Sala (Lega)        |
| Antimafia, anticorruzione, trasparenza ed educazione alla legalità                                           | Paola Pollini (M5S)        | Luca Marrelli (LI)           | Paola Bulbarelli (FdI)    |
| Valorizzazione e tutela dei territori montani e di confine: Rapporti tra Lombardia e Confederazione Svizzera | Giacomo Zamperini (FdI)    | Claudia Carzeri (FI)         | Angelo Orsenigo (PD)      |
| Autonomia e riordino delle Autonomie Locali                                                                  | Giovanni Malanchini (Lega) | Michele Schiavi (FdI)        | Gian Mario Fragomeli (PD) |
| PNRR, monitoraggio sull'utilizzo dei fondi europei ed efficacia dei bandi regionali                          | Giulio Gallera (FI)        | Gigliola Spelzini (Lega)     | Giuseppe Licata (FI)      |

## Composizione
Questa è la composizione del Consiglio Regionale a seguito delle elezioni del 12 febbraio 2023

### Maggioranza (49)
| Consigliere            | Consigliere          | Lista                                 | Preferenze                                                         | Provincia di elezione                                               | Note                                                |
| ---------------------- | -------------------- | ------------------------------------- | ------------------------------------------------------------------ | ------------------------------------------------------------------- | --------------------------------------------------- |
|                        | Christian Garavaglia | Fratelli d'Italia                     | 10.329                                                             | Milano                                                              | Capogruppo                                          |
| Marco Bestetti         | 4.720                | Fratelli d'Italia                     | Subentrato a Marco Alparone, nominato Vicepresidente della Regione | Milano                                                              |                                                     |
| Vittorio Feltri        | 6.076                | Fratelli d'Italia                     |                                                                    | Milano                                                              |                                                     |
| Matteo Forte           | 5.229                | Fratelli d'Italia                     |                                                                    | Milano                                                              |                                                     |
| Maira Cacucci          | 3.035                | Fratelli d'Italia                     | Subentrata a Franco Lucente, nominato assessore                    | Milano                                                              |                                                     |
| Chiara Valcepina       | 5.464                | Fratelli d'Italia                     |                                                                    | Milano                                                              |                                                     |
| Patrizia Baffi         | 2.647                | Fratelli d'Italia                     | Lodi                                                               |                                                                     |                                                     |
| Marcello Maria Ventura | 2.525                | Fratelli d'Italia                     | Cremona                                                            |                                                                     |                                                     |
| Paola Bulbarelli       | 1.766                | Fratelli d'Italia                     | Mantova                                                            | Subentrata ad Alessandro Beduschi, nominato Assessore               |                                                     |
| Carlo Bravo            | 7.056                | Fratelli d'Italia                     | Brescia                                                            |                                                                     |                                                     |
| Diego Invernici        | 5.548                | Fratelli d'Italia                     | Brescia                                                            |                                                                     |                                                     |
| Giorgio Bontempi       | 4.488                | Fratelli d'Italia                     | Brescia                                                            | Subentrato a Barbara Mazzali, nominata Assessore                    |                                                     |
| Luigi Zocchi           | 1.532                | Fratelli d'Italia                     | Varese                                                             | Subentrato a Francesca Caruso, nominata Assessore                   |                                                     |
| Romana Dell'Erba       | 1.309                | Fratelli d'Italia                     | Varese                                                             |                                                                     |                                                     |
| Anna Dotti             | 3.434                | Fratelli d'Italia                     | Como                                                               |                                                                     |                                                     |
| Pietro Macconi         | 2.989                | Fratelli d'Italia                     | Bergamo                                                            | Subentrato a Paolo Franco, nominato Assessore                       |                                                     |
| Alberto Mazzoleni      | 2.668                | Fratelli d'Italia                     | Bergamo                                                            |                                                                     |                                                     |
| Michele Schiavi        | 6.638                | Fratelli d'Italia                     | Bergamo                                                            |                                                                     |                                                     |
| Claudio Mangiarotti    | 5.466                | Fratelli d'Italia                     | Pavia                                                              |                                                                     |                                                     |
| Federico Romani        | 5.116                | Fratelli d'Italia                     | Monza e della Brianza                                              | Presidente del Consiglio Regionale                                  |                                                     |
| Alessia Villa          | 4.506                | Fratelli d'Italia                     | Monza e della Brianza                                              |                                                                     |                                                     |
| Giacomo Zamperini      | 2.632                | Fratelli d'Italia                     | Lecco                                                              |                                                                     |                                                     |
|                        | Alessandro Corbetta  | Lega - Lega Lombarda Salvini          | 6.413                                                              | Monza e della Brianza                                               | Capogruppo                                          |
| Attilio Fontana        | -                    | Lega - Lega Lombarda Salvini          | Lombardia                                                          | Presidente della Regione Lombardia                                  |                                                     |
| Riccardo Pase          | 3.762                | Lega - Lega Lombarda Salvini          | Milano                                                             |                                                                     |                                                     |
| Silvia Scurati         | 4.081                | Lega - Lega Lombarda Salvini          | Milano                                                             |                                                                     |                                                     |
| Roberto Anelli         | 3.762                | Lega - Lega Lombarda Salvini          | Bergamo                                                            |                                                                     |                                                     |
| Giovanni Malanchini    | 5.831                | Lega - Lega Lombarda Salvini          | Bergamo                                                            |                                                                     |                                                     |
| Riccardo Vitari        | 552                  | Lega - Lega Lombarda Salvini          | Cremona                                                            |                                                                     |                                                     |
| Davide Caparini        | 9.196                | Lega - Lega Lombarda Salvini          | Brescia                                                            |                                                                     |                                                     |
| Floriano Massardi      | 10.485               | Lega - Lega Lombarda Salvini          | Brescia                                                            |                                                                     |                                                     |
| Alessandra Cappellari  | 4.599                | Lega - Lega Lombarda Salvini          | Mantova                                                            | Segretario del Consiglio Regionale                                  |                                                     |
| Emanuele Monti         | 6.456                | Lega - Lega Lombarda Salvini          | Varese                                                             |                                                                     |                                                     |
| Gigliola Spelzini      | 4.332                | Lega - Lega Lombarda Salvini          | Como                                                               | Subentrata a Alessandro Fermi, nominato Assessore                   |                                                     |
| Andrea Sala            | 4.552                | Lega - Lega Lombarda Salvini          | Pavia                                                              | Subentrato ad Elena Lucchini, nominata Assessore                    |                                                     |
| Mauro Piazza           | 5.695                | Lega - Lega Lombarda Salvini          | Lecco                                                              | Sottosegretario all'Autonomia e Rapporti con il Consiglio Regionale |                                                     |
| Silvana Snider         | 2.398                | Lega - Lega Lombarda Salvini          | Sondrio                                                            | Subentrata a Massimo Sertori, nominato Assessore                    |                                                     |
|                        | Fabrizio Figini      | Forza Italia                          | 5.165                                                              | Monza e della Brianza                                               | Capogruppo                                          |
| Jacopo Dozio           | 93                   | Forza Italia                          | Eletto con la lista "Lombardia Ideale - Fontana Presidente"        | Monza e della Brianza                                               |                                                     |
| Giulio Gallera         | 5.674                | Forza Italia                          | Milano                                                             | Subentrato a Gianluca Comazzi, nominato Assessore                   |                                                     |
| Sergio Gaddi           | 1.854                | Forza Italia                          | Como                                                               |                                                                     |                                                     |
| Ruggero Invernizzi     | 3.228                | Forza Italia                          | Pavia                                                              | Sottosegretario al Patrimonio e Digitalizzazione                    |                                                     |
| Jonathan Lobati        | 5.285                | Forza Italia                          | Bergamo                                                            |                                                                     |                                                     |
| Ivan Rota              | 570                  | Forza Italia                          | Bergamo                                                            | Eletto con la lista "Lombardia Migliore - Moratti Presidente"       |                                                     |
| Claudia Carzeri        | 7.591                | Forza Italia                          | Brescia                                                            | Subentrata a Simona Tironi, nominata Assessore                      |                                                     |
| Giuseppe Licata        | 1.464                | Forza Italia                          | Varese                                                             | Eletto con la lista "Azione-Italia Viva"                            |                                                     |
|                        | Giacomo Cosentino    | Lombardia Ideale - Fontana Presidente | 1.304                                                              | Varese                                                              | Capogruppo - Vicepresidente del Consiglio Regionale |
| Alessandro Cantoni     | 434                  | Lombardia Ideale - Fontana Presidente | Pavia                                                              |                                                                     |                                                     |
| Marisa Cesana          | 634                  | Lombardia Ideale - Fontana Presidente | Como                                                               |                                                                     |                                                     |
| Luca Marrelli          | 633                  | Lombardia Ideale - Fontana Presidente | Milano                                                             |                                                                     |                                                     |
|                        | Nicolas Gallizzi     | Noi Moderati - Rinascimento Sgarbi    | 780                                                                | Milano                                                              | Capogruppo Subentra a Vittorio Sgarbi il 23/05/2023 |
|                        | Massimo Vizzardi     | Misto                                 | 3.014                                                              | Brescia                                                             | Eletto con la lista "Azione-Italia Viva"            |

### Opposizione
|                          | Consigliere            | Lista                                                      | Preferenze            | Provincia di elezione                  | Note                                                  |
| ------------------------ | ---------------------- | ---------------------------------------------------------- | --------------------- | -------------------------------------- | ----------------------------------------------------- |
|                          | Pierfrancesco Majorino | Partito Democratico - Lombardia democratica e progressista | -                     | Lombardia                              | Capogruppo                                            |
| Paola Bocci              | 5.324                  | Partito Democratico - Lombardia democratica e progressista | Milano                |                                        |                                                       |
| Carlo Borghetti          | 6.675                  | Partito Democratico - Lombardia democratica e progressista | Milano                |                                        |                                                       |
| Pietro Bussolati         | 6.334                  | Partito Democratico - Lombardia democratica e progressista | Milano                |                                        |                                                       |
| Alfredo Simone Negri     | 5.661                  | Partito Democratico - Lombardia democratica e progressista | Milano                |                                        |                                                       |
| Paolo Romano             | 9.266                  | Partito Democratico - Lombardia democratica e progressista | Milano                |                                        |                                                       |
| Maria Carmela Rozza      | 5.345                  | Partito Democratico - Lombardia democratica e progressista | Milano                |                                        |                                                       |
| Samuele Astuti           | 8.396                  | Partito Democratico - Lombardia democratica e progressista | Varese                |                                        |                                                       |
| Davide Casati            | 14.817                 | Partito Democratico - Lombardia democratica e progressista | Bergamo               |                                        |                                                       |
| Jacopo Scandella         | 6.660                  | Partito Democratico - Lombardia democratica e progressista | Bergamo               | Segretario del Consiglio Regionale     |                                                       |
| Marco Carra              | 5.696                  | Partito Democratico - Lombardia democratica e progressista | Mantova               |                                        |                                                       |
| Miriam Cominelli         | 10.042                 | Partito Democratico - Lombardia democratica e progressista | Brescia               |                                        |                                                       |
| Emilio Del Bono          | 35.761                 | Partito Democratico - Lombardia democratica e progressista | Brescia               | Vicepresidente del Consiglio Regionale |                                                       |
| Gian Mario Fragomeli     | 4.442                  | Partito Democratico - Lombardia democratica e progressista | Lecco                 |                                        |                                                       |
| Angelo Clemente Orsenigo | 5.478                  | Partito Democratico - Lombardia democratica e progressista | Como                  |                                        |                                                       |
| Matteo Piloni            | 5.566                  | Partito Democratico - Lombardia democratica e progressista | Cremona               |                                        |                                                       |
| Pietro Luigi Ponti       | 4.465                  | Partito Democratico - Lombardia democratica e progressista | Monza e della Brianza |                                        |                                                       |
| Roberta Vallacchi        | 3.150                  | Partito Democratico - Lombardia democratica e progressista | Lodi                  |                                        |                                                       |
|                          | Nicola Di Marco        | Movimento 5 Stelle                                         | 1.516                 | Milano                                 | Capogruppo                                            |
| Paola Pizzighini         | 753                    | Movimento 5 Stelle                                         |                       | Milano                                 |                                                       |
| Paola Pollini            | 412                    | Movimento 5 Stelle                                         | Brescia               |                                        |                                                       |
|                          | Manfredi Palmeri       | Lombardia Migliore                                         | 1.129                 | Milano                                 | Capogruppo                                            |
| Martina Sassoli          | 503                    | Lombardia Migliore                                         | Monza e della Brianza |                                        |                                                       |
|                          | Michela Palestra       | Patto Civico                                               | 3.960                 | Milano                                 | Capogruppo                                            |
| Luca Paladini            | 3.790                  | Patto Civico                                               |                       | Milano                                 |                                                       |
|                          | Onorio Rosati          | Alleanza Verdi e Sinistra                                  | 2.038                 | Milano                                 | Capogruppo                                            |
|                          | Lisa Noja              | Italia Viva - Renew Europe                                 | 3.246                 | Milano                                 | Capogruppo                                            |
|                          | Luca Daniel Ferrazzi   | Gruppo Misto                                               | 477                   | Varese                                 | Capogruppo - Eletto con la lista "Lombardia Migliore" |

### Composizione nella XI Legislatura (2018-2022)

#### Maggioranza

##### Lega - Lega Lombarda Salvini  (32)
| Consigliere               | Provincia di elezione | Note                                                                        |
| ------------------------- | --------------------- | --------------------------------------------------------------------------- |
| Roberto Anelli            | Bergamo               | Capogruppo                                                                  |
| Attilio Fontana           | Lombardia             | Presidente della Regione Lombardia                                          |
| Alex Galizzi              | Bergamo               |                                                                             |
| Giovanni Malanchini       | Bergamo               | Segretario del Consiglio Regionale                                          |
| Monica Mazzoleni          | Bergamo               |                                                                             |
| Floriano Massardi         | Brescia               |                                                                             |
| Federica Epis             | Brescia               |                                                                             |
| Francesco Ghiroldi        | Brescia               |                                                                             |
| Francesca Ceruti          | Brescia               | Subentrata a Fabio Rolfi, nominato assessore                                |
| Fabrizio Turba            | Como                  |                                                                             |
| Gigliola Spelzini         | Como                  |                                                                             |
| Alessandro Fermi          | Como                  | Eletto con Forza Italia, Presidente del Consiglio Regionale                 |
| Federico Lena             | Cremona               |                                                                             |
| Alessandra Cappellari     | Mantova               |                                                                             |
| Curzio Trezzani           | Milano                |                                                                             |
| Massimiliano Bastoni      | Milano                |                                                                             |
| Simone Giudici            | Milano                |                                                                             |
| Silvia Scurati            | Milano                |                                                                             |
| Riccardo Pase             | Milano                |                                                                             |
| Gianmarco Senna           | Milano                |                                                                             |
| Deborah Giovanati         | Milano                | Eletta con Noi con l'Italia, entra in Consiglio Regionale il 26 luglio 2022 |
| Roberto Giovanni Mura     | Pavia                 |                                                                             |
| Simona Pedrazzi           | Sondrio               | Subentrata a Massimo Sertori, nominato assessore                            |
| Emanuele Monti            | Varese                |                                                                             |
| Marco Colombo             | Varese                |                                                                             |
| Francesca Attilia Brianza | Varese                | Vicepresidente del Consiglio Regionale                                      |
| Andrea Monti              | Varese                |                                                                             |
| Alessandro Corbetta       | Monza e Brianza       |                                                                             |
| Andrea Monti              | Monza e Brianza       |                                                                             |
| Marco Mariani             | Monza e Brianza       |                                                                             |
| Mauro Piazza              | Lecco                 | Eletto con Forza Italia                                                     |
| Antonello Formenti        | Lecco                 | Subentrato a Flavio Nogara, dichiarato ineleggibile                         |
| Selene Pravettoni         | Lodi                  | Subentrata a Pietro Foroni, nominato assessore                              |

##### Forza Italia - Berlusconi per Fontana (8)
| Consigliere        | Provincia di elezione | Note       |
| ------------------ | --------------------- | ---------- |
| Gianluca Comazzi   | Milano                | Capogruppo |
| Fabio Altitonante  | Milano                |            |
| Giulio Gallera     | Milano                |            |
| Simona Tironi      | Brescia               |            |
| Claudia Carzeri    | Brescia               |            |
| Ruggero Invernizzi | Pavia                 |            |
| Angelo Palumbo     | Varese                |            |
| Paola Romeo        | Monza e Brianza       |            |

##### Fratelli d'Italia  (6)
| Consigliere     | Provincia di elezione | Note |
| --------------- | --------------------- | --- |
| Franco Lucente  | Milano                | Capogruppo |
| Marco Alparone  | Milano                | Eletto nella lista di Forza Italia, si iscrive al gruppo dal 6 settembre 2021                                                             |
| Barbara Mazzali | Bergamo               | Subentrata a Lara Magoni, nominata assessore                                                                                              |
| Federico Romani | Monza e Brianza       | Eletto nella lista di Forza Italia, si iscrive al gruppo dal 26 febbraio 2020                                                             |
| Patrizia Baffi  | Lodi                  | Eletta nella lista del PD, si iscrive al Gruppo misto il 21 ottobre 2019 in rappresentanza di Italia Viva. Il 19 aprile 2021 passa a FdI. |
| Paolo Franco    | Bergamo               | Eletto nella lista di Forza Italia, si iscrive il 23 settembre 2019 in quota Cambiamo!. Il 17 maggio 2021 passa a FdI.                    |

##### Lombardia Ideale - Fontana Presidente  (1)
| Consigliere                | Provincia di elezione | Note       |
| -------------------------- | --------------------- | ---------- |
| Giacomo Basaglia Cosentino | Varese                | Capogruppo |

##### Polo Civico - Lombardia Migliore (1)
| Consigliere      | Provincia di elezione | Note       |
| ---------------- | --------------------- | ---------- |
| Manfredi Palmeri | Milano                | Capogruppo |

##### Gruppo misto - Maggioranza (2)
| Consigliere           | Provincia di elezione | Note |
| --------------------- | --------------------- | --- |
| Viviana Beccalossi    | Brescia               | Capogruppo - Eletta nella lista di Fratelli d'Italia, si iscrive al gruppo misto il 5 aprile 2018 - Rifare l'Italia |
| Alessandro Mattinzoli | Brescia               | Eletto nella lista di Forza Italia                                                                                  |

#### Minoranza

##### Partito Democratico della Lombardia (14)
| Consigliere              | Provincia di elezione | Note                                            |
| ------------------------ | --------------------- | ----------------------------------------------- |
| Fabio Pizzul             | Milano                | Capogruppo                                      |
| Carlo Borghetti          | Milano                | Vicepresidente del Consiglio Regionale          |
| Paola Bocci              | Milano                |                                                 |
| Maria Carmela Rozza      | Milano                |                                                 |
| Pietro Bussolati         | Milano                |                                                 |
| Jacopo Scandella         | Bergamo               |                                                 |
| Miriam Cominelli         | Brescia               | Subentra a Gian Antonio Girelli eletto Deputato |
| Angelo Clemente Orsenigo | Como                  |                                                 |
| Matteo Piloni            | Cremona               |                                                 |
| Antonella Forattini      | Mantova               |                                                 |
| Giuseppe Villani         | Pavia                 |                                                 |
| Samuele Astuti           | Varese                |                                                 |
| Raffaele Straniero       | Lecco                 |                                                 |
| Pietro Luigi Ponti       | Monza e Brianza       |                                                 |

##### Movimento 5 Stelle (11)
| Consigliere            | Provincia di elezione | Note                               |
| ---------------------- | --------------------- | ---------------------------------- |
| Andrea Fiasconaro      | Mantova               | Capogruppo                         |
| Dario Violi            | Bergamo               | Segretario del Consiglio Regionale |
| Ferdinando Alberti     | Brescia               |                                    |
| Raffaele Erba          | Como                  |                                    |
| Marco degli Angeli     | Cremona               |                                    |
| Nicola Di Marco        | Milano                |                                    |
| Consolato Mammì        | Milano                |                                    |
| Massimo Felice De Rosa | Milano                |                                    |
| Simone Verni           | Pavia                 |                                    |
| Roberto Cenci          | Varese                |                                    |
| Marco Maria Fumagalli  | Monza e Brianza       |                                    |

##### Lombardi Civici Europeisti (1)
| Consigliere       | Provincia di elezione | Note       |
| ----------------- | --------------------- | ---------- |
| Elisabetta Strada | Milano                | Capogruppo |

##### +Europa - Radicali (1)
| Consigliere                    | Provincia di elezione | Note       |
| ------------------------------ | --------------------- | ---------- |
| Michele Andrea Alfredo Usuelli | Milano                | Capogruppo |

##### Gruppo misto - Minoranza (3)
| Consigliere      | Provincia di elezione | Note                                                                                             |
| ---------------- | --------------------- | ------------------------------------------------------------------------------------------------ |
| Nicolò Carretta  | Bergamo               | Capogruppo Eletto nella lista Lombardi Civici Europeisti, si iscrive ad Azione il 04 giugno 2020 |
| Monica Forte     | Milano                | Eletta nella lista Movimento 5 Stelle, da cui esce il 6 ottobre 2021                             |
| Luigi Piccirillo | Milano                | Eletto nella lista Movimento 5 Stelle, da cui esce il 3 novembre 2021                            |